# Fort de Corbas
Le fort de Corbas est un fort construit entre 1878 et 1880 dans la commune de Corbas. Il est l'un des maillons de la deuxième ceinture de Lyon et plus globalement du système Séré de Rivières.

## Caractéristiques
Le fort est situé à 210 mètres d’altitude. Il est disposé entre le fort de Saint-Priest et le fort de Feyzin.
Il est le seul fort de la région lyonnaise à posséder un cuirassement avec une tourelle Mougin.

## Histoire
Le fort est abandonné par l'armée en 1998[réf. nécessaire] au profit du Ministère de l'Intérieur qui s'en sert comme dépôt d'explosifs.
Le 18 juillet 2008, 28 kilogrammes de Semtex ont été dérobés dans le fort, alors que celui-ci n'était pas habilité à en stocker,,.